# رنو ۶پی
رنو ۶پی (به انگلیسی: Renault 6P) یک موتور هواگرد ساختِ کارخانهٔ رنو در کشور فرانسه است.